# Motobu Chōki

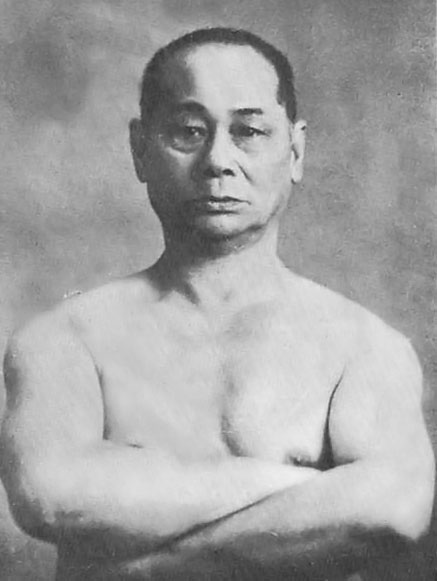
Motobu Chōki

Motobu Chōki (jap. 本部 朝基; * 1870 im Dorf Akahira nahe Shuri auf Okinawa; † 1944) ist zusammen mit seinem Zeitgenossen Funakoshi Gichin und weiteren Meistern einer der Begründer des modernen Karate.

## Herkunft
Sein Vater, Motobu Chōshin (Motobu Aji Chōsin) war ein Nachkomme von Sho Koshin (1655–1687), auch bekannt als Prinz Motobu Chohei, des sechsten Sohnes des okinawanischen Königs Sho Shitsu (1629–1668).
Als letzter von drei Söhnen wurde Motobu Chōki keine Ausbildung im Tōde-Stil (dem okinawanischen Vorläufer des Karate) der Familie zuteil. Trotzdem interessierte sich Motobu sehr für diese Kampfkunst und trainierte schon in jungen Jahren auf eigene Faust. Man sagte ihm nach, sehr behände gewesen zu sein, was ihm wohl den Beinamen saru, der Affe, einbrachte. Motobu entwickelte seine eigenen Techniken, welche er "auf der Straße" dem Praxistest unterwarf. Ebenso entwickelte er seine eigenen 12 Kumite-Abläufe.